# 854
Het jaar 854 is het 54e jaar in de 9e eeuw volgens de christelijke jaartelling.

## Gebeurtenissen

### Brittannië
- Koning Ethelwulf van Wessex stuurt twee van zijn jongste zoons Alfred en Ethelred op een pelgrimsreis naar Rome. Aldaar worden ze op audiëntie door paus Leo IV ontboden en ontvangen het vormsel.

### Europa
- Koning Lodewijk de Duitser stuurt op uitnodiging van de Aquitaanse adel een Frankisch leger onder bevel van zijn zoon Lodewijk de Jonge, om zichzelf tot koning van Aquitanië uit te roepen.
- Koning Karel de Kale laat Pepijn II vrij uit gevangenschap. Met steun van Vikinghuurlingen mobiliseert Pepijn een leger in Aquitanië en verslaat bij Limoges Lodewijk de Jonge.
- Koning Horik I van Denemarken wordt na een bloedige vetestrijd met zijn naaste familieleden ('nepotes') vermoord.

## Religie
- Hunger, een Frankische kanunnik, volgt Liudger op als bisschop van Utrecht. (waarschijnlijke datum)
- Eerste schriftelijke vermeldingen van Dörpen en Versen. (waarschijnlijke datum)

## Geboren
- Adalbert van Babenberg, Frankisch edelman (waarschijnlijke datum)

## Overleden
- Horik I, Viking koning van Denemarken
- Liudger, bisschop van Utrecht. (waarschijnlijke datum)